# Hong Hwa-ri
Hong Hwa-ri (홍화리?, Hong Hwa-riLR, Hong Hwa-riMR; 21 febbraio 2005) è un'attrice sudcoreana.

## Filmografia

### Cinema
- Oneul-ui yeon-ae, regia di Park Jin-pyo (2015)

### Televisione
- Cham joh-eun sijeol (2014)
- Blood (2015)

## Riconoscimenti
| Anno | Evento                               | Premio             | Ricevente           | Risultato       |
| ---- | ------------------------------------ | ------------------ | ------------------- | --------------- |
| 2014 | Korea Drama Award Korea Drama Awards | Best Young Actress | Cham joh-eun sijeol | Candidato/a     |
| 2014 | KBS Drama Award                      | Best Young Actress | Cham joh-eun sijeol | Vincitore/trice |